# Eriocaulon togoense
Eriocaulon togoense är en gräsväxtart som beskrevs av Harold Norman Moldenke.
Eriocaulon togoense ingår i släktet Eriocaulon och familjen Eriocaulaceae. Inga underarter finns listade i Catalogue of Life.